# Istituto della Bassa Sassonia per l'educazione e lo sviluppo della prima infanzia
L'Istituto della Bassa Sassonia per l'educazione e lo sviluppo della prima infanzia (in tedesco: Niedersächsisches Institut für frühkindliche Bildung und Entwicklung), abbreviato anche come nifbe, fu fondato nel 2007 sotto forma di associazione registrata ed è in gran parte finanziato dallo Stato della Bassa Sassonia.

## Obiettivi
L'obiettivo principale dell'istituto è quello di sostenere la professionalizzazione del settore elementare mediante lo scambio di conoscenze reciproche tra pratica dell'insegnamento e ricerca accademica, nonché la creazione di reti e il dialogo interdisciplinare tra i vari attori del settore.
In collaborazione con gli enti di formazione regionali, il nifbe offre qualifiche gratuite per i centri di assistenza all'infanzia e per i professionisti dell'educazione della prima infanzia, nell'ottica del cambiamento delle priorità educative.

## Ricerca
Nel 2016 il nifbe iniziò ad essere costituito da un centro di trasferimento delle conoscenze e coordinamento a Osnabrück e da cinque centri di trasferimento regionali nella Bassa Sassonia. Dal 2008 al 2015, il nifbe, in quanto istituto affiliato all'Università di Osnabrück, condusse anche ricerche sull'educazione e lo sviluppo della prima infanzia nell'ambito di quattro centri di ricerca incentrati sulle seguenti aree:
- sviluppo, apprendimento e cultura;
- percezione, movimento e psicomotricità;
- ricerca e promozione del talento;
- istruzione elementare e primaria.

## Il congresso biennale
Ogni due anni, l'istituto e l'Università di Osnabrück organizzano congiuntamente il più grande evento tedesco sull'educazione della prima infanzia con circa 3.000 partecipanti (fra educatori, insegnanti e pedagogisti sociali, nonché medici e psicologi). Nel 2011 l'ex presidente della Repubblica Federale Christian Wulff aprì i lavori del congresso.

## Pubblicazioni
- nifbe (Hg.): Auf die ersten Jahre kommt es an. Herder, Freiburg i.Br. 2010, ISBN 978-3-451-32323-2.
- Hilmar Hoffmann u. a.: Starke Kitas – starke Kinder. Wie die Umsetzung der Bildungspläne gelingt. Herder, Freiburg i.Br. 2010, ISBN 978-3-451-32355-3.
- Birgit Behrensen u. a.: Das einzelne Kind im Blick. Individuelle Förderung in der KiTa. Herder, Freiburg i.Br. 2011, ISBN 978-3-451-32388-1.
- Julius Kuhl u. a.: Bildung braucht Beziehung. Selbstkompetenz stärken – Begabungen entfalten. Herder, Freiburg i.Br. 2011, ISBN 978-3-451-32490-1
- Timm Albers u. a.: Vielfalt von Anfang an. Inklusion in Krippe und KiTa. Herder, Freiburg i.Br. 2012, ISBN 978-3-451-32540-3
- Heidi Keller u. a.: Interkulturelle Praxis in der Kita. Herder, Freiburg i.Br. 2013, ISBN 978-3-451-32624-0
- Claudia Solzbacher u. a.: „Ich schaff' das schon...“ Wie Kinder Selbstkompetenzen entwickeln können. Herder, Freiburg i.Br. 2014, ISBN 978-3-451-32765-0
- Heike Engelhardt (Hg.): Auf dem Weg zum Familienzentrum. Herder, Freiburg i.Br. 2015, ISBN 978-3-451-32954-8
- nifbe (Hg.): Mehr Sprache im frühpädagogischen Alltag. Potenziale erkennen – Ressourcen nutzen. Herder, Freiburg i.Br. 2017, ISBN 978-3-451-37641-2
- nifbe (Hg.): Fachberatung im Aufbruch. Verortung – Herausforderungen – Empfehlungen. Herder, Freiburg i.Br. 2018, ISBN 978-3-451-37834-8
- nifbe (Hg.): Inklusive Haltung und Beziehungsgestaltung. Kompetenter Umgang mit Vielfalt in der KiTa. Herder, Freiburg i.Br. 2019, ISBN 978-3-451-38445-5
- nifbe (Hg.): Zusammenarbeit mit vielfältigen Familien. Herder, Freiburg i.Br. 2020, ISBN 978-3-451-38683-1